# 谷和也
谷 和也（たに かずや、7月24日 - ）は、日本の漫画家。新潟県出身。血液型はO型。

## 作品リスト

### 連載
- 機動戦士ガンダム ハイブリッド4コマ大戦線（『ガンダムエース』、全5巻）
  - 機動戦士ガンダムUC ハイブリッド4コマ大戦線（『ガンダムエース』、全3巻）
- シャアとキャスバル（11歳）（『ガンダムエース』、全1巻）
- -戦国麻雀列伝-鬼ヅモ無双（『月刊近代麻雀オリジナル』）
- はっくん ゆるキャラ達の闘牌（『近代麻雀』）
- シャクレルプラネット 僕らはみんなシャクレてる（作：森昭太、『コミックNewtype』2016年12月23日 - 2018年5月10日、全2巻） - え担当、コミカライズ[1]
- ラル飯〜ランバ・ラルの背徳ごはん〜（料理監修：鈴木小波、『月刊ガンダムエース』2021年1月号[2] - 連載中、全6巻）
- 漫画で分かるコバゴー麻雀（『近代麻雀』2021年1月号 - 連載中）

### アンソロジー
- ムダヅモ無き第二次改革 アンソロジーコミック（2010年12月7日発売[3]、竹書房） - コミック[3]
- 機動戦士ガンダム4コマ最前線02 逆襲編（2011年12月26日発売[4]）